# UNIVAC
UNIVAC（ユニバック、Universal Automatic Computer）は、1951年から販売された商用コンピュータのシリーズである。当初はエッカート・モークリー・コンピュータ・コーポレーション(EMCC)の製品として登場し、買収によりレミントンランド、更にスペリーの製品および部門名となり、合併によりユニシスに引き継がれた。世界初の商用コンピュータやメインフレームと呼ばれる事も多い。

## UNIVACの歴史

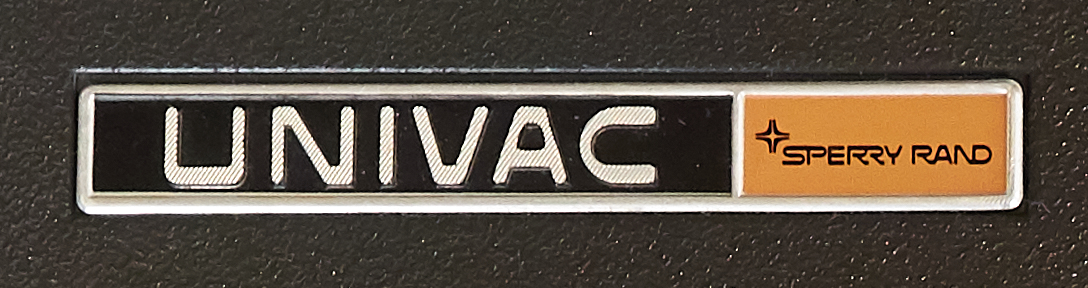
スペリーランド社のUNIVACの銘板

ジョン・プレスパー・エッカートとジョン・モークリーは、1943年から1946年にかけてペンシルベニア大学ムーア・スクール（電気工学部）でENIACを構築した。大学との知的所有権をめぐる紛争により、1946年にエッカートとモークリーは大学を去った。彼らは、ペンシルベニア州フィラデルフィアでElectronic Computer Corporation社(ECC)を創業し、会社設立時にエッカート・モークリー・コンピュータ・コーポレーション(EMCC) に改称した。EMCCは国勢調査局から1950年の国勢調査に向けてコンピュータを購入する契約を取った。しかし、様々な要因により開発が進まず、会社の資金が枯渇しかけたため、ノースロップから小型コンピュータBINACの構築を請け負った（ただし、このコンピュータは納入先で正常に動作せず、ほとんど使用されていない）。BINAC開発中にアメリカン・トータライザーの副社長ハリー・L・ストラウスの支援を受けたが、1949年10月にストラウスが飛行機墜落事故で死亡し、アメリカン・トータライザーはEMCCへの支援を打ち切った。1950年2月15日にEMCCはレミントンランドに買収され、同社のUNIVAC部門になった。最初のUNIVAC(UNIVAC I)は1951年3月に完成し、納品された。
UNIVAC Iは、1952年アメリカ合衆国大統領選挙の結果を予測したことで、世間に大きく知られることとなった。従来の世論調査に基づく予想は全てアドレー・スティーブンソン候補の勝利だったが、UNIVAC Iはドワイト・D・アイゼンハワーの地滑り的勝利を予測した。ニューヨークのCBSのニュース部長のミケルソンは、数値が非常に歪んでいたため、コンピュータにエラーがあると判断して、その予測を読むことを拒否した。コンピュータの予測が現実となることが判明したとき、アナウンサーのチャールズ・コリングウッドは、当惑しながら、コンピュータによる予測を隠していたことを発表した。
アメリカ陸軍は、1951年に議会に対しUNIVACの購入を要請した。ウェイド・ヒービー大佐は上院小委員会において、国家の動員計画には複数の産業や機関が関与していると説明した。「これは途方もない計算プロセスです。（中略）数百万の関係が関わっており、理解するには一生かかるような、手計算や電動計算機では解決できない問題があります。」ヒービーは小委員会において、様々グループの関係に基づいた動員やノルマンディー上陸作戦に類似したその他の問題を支援する必要があると語った。
レミントンランドはコネチカット州ノーウォークに独自の計算機研究所を持ち、後にミネソタ州セントポールにあるエンジニアリング・リサーチ・アソシエイツ(ERA)社を買収した。1953年か1954年にレミントンランドは、ノーウォークの作表機部門、ERAの科学コンピュータ部門、UNIVACの商用コンピュータ部門を、UNIVACの名の単一の部門に統合した。これは、ERAやノーウォーク研究所にいた人々をひどく悩ませた。
1955年、レミントンランドはスペリーと合併してスペリーランドになった。レミントンランドのUNIVAC部門は、スペリーランドのUnivac部門に改称された。1960年代、UNIVACは、アメリカ合衆国における8つの主要なコンピューター企業の1つとなった。その8社とはIBM、バロース、Univac、NCR、CDC、GE、RCA、ハネウェルであるが、IBMの市場シェアが全ての競合他社よりもはるかに高いため、「IBMと7人の小人」と呼ばれた。1970年代、コンピュータ事業をGEがハネウェルに、RCAがUnivacに売却したことで、「7人の小人」と呼べなくなったことから、各社の頭文字をとってBUNCH（バンチ）と呼ばれるようになった。
1963年、沖電気工業はスペリーランドとコンピュータに関する技術提携契約を結んだ。しかし、その際の条件として合弁会社設立があったため、「沖ユニバック」を設立し、結果として沖電気本体はメインフレーム事業から撤退することになった。
「企業のアイデンティティ」を明示するために、スペリーユニバック(Sperry Univac)に名称が変更された。1978年、スペリーランド社は旧態依然とした複合企業（コンピュータ、タイプライタ、オフィス家具、乾草梱包機、肥料散布機、ジャイロスコープ、アビオニクス、レーダー、電気かみそり）であったが、コンピュータ事業に集中することを決定し、関係のない部門は売却した。このとき社名をスペリー・コーポレーションとした（スペリー側から見れば元に戻した）。
1986年、スペリーはバロースと合併してユニシスになった。これ以来、ユニシスはコンピュータメーカーからコンピューターサービスとアウトソーシングの会社へと進化し、IBM、Electronic Data Systems(EDS)、Computer Sciences Corporation(CSC)と同じ市場で競合している。ユニシスは、ClearPathやES7000サーバシリーズとして、企業向けのコンピュータの設計・製造を継続している。

## 開発した機種
- UNIVAC 60/120 （1949年）: 配線盤でプログラムするパンチカード式計算器。
- UNIVAC I（1951年）: 米国での最初の商用コンピュータ。主記憶装置は水銀遅延線[1]。回路素子は真空管。
  - UNIVAC II（1958年）: UNIVAC I の改良版。主記憶装置を磁気コアメモリに改善。一部回路がトランジスタ化されている。UNIVAC I との完全なソフトウェア/データ互換性があったが、命令をいくつか追加している。
  - UNIVAC III（1962年）: UNIVAC I および II の後継機。二進数マシンだが、十進方式の従来機種との互換性も保持していた。
- UNIVAC Solid State は2アドレス式の二進化十進式コンピュータ。主記憶装置は磁気ドラムメモリ。半導体を使用している。
- 初期の UNIVAC 110x 真空管コンピュータ
  - UNIVAC 1101、または ERA 1101: Engineering Research Associates (ERA) の設計。24ビットマシンで、磁気ドラムメモリを使用。
  - UNIVAC 1102、または ERA 1102: ERAがアメリカ空軍のために開発。
  - UNIVAC 1103（1953年）: 1101の後継機。36ビット機。磁気ドラムメモリとウィリアムス管をメモリとして使用。改良版の1103A（1956年）もある（磁気コアメモリを使った最初のマシンの1つ）。
  - UNIVAC 1104（1957年）: 1103の30ビット版。ボマークミサイルの制御システムを開発していたウェスティングハウス・エレクトリック向けに開発。しかし、ボマークが1960年代に実際に配備されたときには、もっと新しいコンピュータに置き換えられていた。
  - UNIVAC 1105（1958年）: 1103Aの後継機。
- UNIVAC 1100/2200シリーズ: 36ビットのトランジスタ化されたコンピュータのシリーズ。今日もユニシスで ClearPath Doradoとしてサポートされている。
  - UNIVAC 1107（1962年）: レジスタに Thin film memory（薄膜メモリ、コアメモリの一種）を使用。
  - UNIVAC 1108（1964年）: 最初のマルチプロセッサ機。3台のCPUと2台のIOC（入出力制御装置）を構成可能。主記憶はこのために8ポートアクセスが可能となっており、各CPUがアドレスとデータで2ポート、IOCが1ポートを使用した。命令セットは 1107 に似ていたがテスト・アンド・セット命令などのマルチプロセッサ向け命令を追加している。一部モデルではASCIIコードを使用可能になっていた。
  - UNIVAC 1106（1969年）: 命令セットは1108と同じ。初期の1106は1108の半分の性能。命令セットは 1108 と同じだが、マルチプロセッサ構成は制限されており、IOC は搭載していない。後に、主記憶システムをもっと低速で安価なものに置換している。
  - UNIVAC 1110（1972年）: 6ウェイまでのマルチプロセッサ。IOC は最大4台接続可能。最大構成のものがNASAで使われた。
  - 1975年、主記憶を半導体メモリに置き換えた新シリーズが登場した。
    - UNIVAC 1100/10 : 1106 の後継。
    - UNIVAC 1100/20 : 1108 の後継。
    - UNIVAC 1100/40 : 1110 の後継。
    - UNIVAC 1100/60（1979年）
    - UNIVAC 1100/70（1981年）
    - UNIVAC 1100/80（1979年）: 1100 と 494 を統合したもの。SIU（Storage Interface Unit）と呼ばれる一種のキャッシュメモリを導入。ミニコンピュータを診断プロセッサとして搭載。電源周波数を 400Hz に上げて電源装置の小型化を図っている。
    - UNIVAC 1100/90（1982年）: 水冷式
- UNIVAC 418（1963年-1969年）: 18ビット機。418-1、418-2、,418-3の３機種。
- UNIVAC 490: 30ビットワードマシン。メモリは16K/32Kワード。
- UNIVAC 492: 490の後継機。メモリを64Kワードまで拡張可能。
- UNIVAC 494: 492の後継機。高速化。メモリ131Kワード。
- UNIVAC 1004（1962年）: 配線盤プログラム方式、パンチカード式計算機。磁気コアメモリ961×6ビット。
- UNIVAC 1005（1966年）: 1004の後継機。配線盤プログラムを内部に読み込むことができた。アメリカ陸軍が最初に戦場で使用したコンピュータ。
- UNIVAC 1050（1963年）: プログラム内蔵式。32K×6ビットメモリ。
- UNIVAC System 80（1981年）
- UNIVAC 9000 シリーズ は1960年代中ごろSystem/360への対抗として登場した。360 の命令セットを実装した互換機（プラグコンパチブルではない）。9200 と 9300 は 360/20 の命令セットの大部分を実装していた。9400 は完全な 360 命令セットを実装し、ほぼ 360/30 に匹敵する。9000シリーズは磁気コアメモリに似た Plated Wire Memory を採用しており、非破壊読み出しが可能な点が磁気コアメモリと異なる。
  - UNIVAC 9200: 1004の後継機。メモリは4K～16K。

## オペレーティングシステム
1107は初の36ビット、ワード指向マシンで、アーキテクチャは 1100シリーズとして知られるものとよく似ている。
オペレーティングシステム (OS) としては1960年代中盤では一般的なバッチ向きの第二世代OSである EXEC II が動作した。
1108 では EXEC II と EXEC 8 が動作。1108 は 1107 の上位アーキテクチャともいうべきもので、複数のCPUが動作してメモリ容量も増えている。
複数CPUを搭載したモデルではスレッド同期命令を持っていて、オプションとして I/Oコントローラ (IOC) と呼ばれる拡張筐体があった。
1108のいくつかのモデルはワードを4×9ビットに分割する機能を持っていてASCIIキャラクタを扱うことができた。
また、EXEC 8はリアルタイムアプリケーションとタイムシェアリングシステムとバックグラウンドのバッチジョブを複数同時に実行することができた。
TIPというトランザクション処理環境はプログラムをCOBOLで記述できた。当時他社の同様のシステムではアセンブリ言語で記述するのが一般的だった。
後のシステムでは EXEC 8 は OS1100 および OS2200 と改称され、互換性を保障していた。1108 上で動作していた他のOSとして RTOS がある。

## 特撮とUNIVAC
『ウルトラセブン』のウルトラ警備隊のシーンでしばしばUNIVACのコンピュータが登場した。もっとも登場したのはマシン本体ではなくMT装置のみであった。
紙テープが出力され、それを人間が直接読むというシーンがある。UNIVACのライバルのIBMのコンピュータでは入出力は一般に紙テープではなくパンチカードであった。

## 登録商標
UNIVAC® は登録商標として以下の企業で使われている
- Eckert-Mauchly Computer Corporation エッカート・モークリー社
- Remington Rand Corporation レミントンランド社
- Sperry Rand Corporation
- Sperry Corporation スペリー社
- Unisys Corporation ユニシス社